# The Law (gruppo musicale)
The Law sono stati un supergruppo rock inglese formata nel 1991, dall'unione del batterista Kenney Jones (ex-Small Faces/Faces and The Who) e del cantante Paul Rodgers (ex-Free, Bad Company e The Firm). I due hanno collaborato con l'idea di utilizzare diversi musicisti di supporto, al fine di consentire a Paul Rodgers di perseguire qualunque stile musicale sentiva di fare. Hanno assemblato una band nucleo di turnisti: Jim Barber è il chitarrista principale (i cui crediti includono The Rolling Stones e lavori solisti di Mick Jagger), e il chitarrista John Staehely (ex-Spirit e Jo Jo Gunne) e il bassista Pino Palladino (già al lavoro con Paul Young, e che successivamente collaborerà con The Who). Al progetto collaborarono inoltre, in veste di ospiti speciali e occasionali, artisti come David Gilmour, Bryan Adams e Chris Rea. Il gruppo produsse solamente un album, The Law nel 1991, che non ebbe il successo sperato, fermandosi alla posizione numero 126 della Billboard 200. Un successivo album di scarti di The Law è stato successivamente pubblicato come bootleg, spesso indicato con il titolo di The Law II.
I Law suonarono un solo spettacolo dal vivo al Milton Keynes Bowl, in supporto di ZZ Top e Bryan Adams; per l'occasione hanno avuto John Young come ospite alle tastiere.

## Discografia

### Album
| Anno | Titolo  | Billboard 200 | Official Albums Chart |
| ---- | ------- | ------------- | --------------------- |
| 1991 | The Law | 126           | 61                    |